# Episodi di Laverne & Shirley (prima stagione)
La prima stagione della sit-com Laverne & Shirley è stata trasmessa negli Stati Uniti dal 27 gennaio 1976. In Italia questa stagione è trasmessa in prima visione sulle reti locali.
| nº | Titolo originale                         | Titolo italiano | Prima TV USA     | Prima TV Italia |
| -- | ---------------------------------------- | --------------- | ---------------- | --------------- |
| 1  | The Society Party                        |                 | 27 gennaio 1976  |                 |
| 2  | The Bachelor Party                       |                 | 3 febbraio 1976  |                 |
| 3  | Bowling for Razzberries                  |                 | 10 febbraio 1976 |                 |
| 4  | A Nun's Story                            |                 | 24 febbraio 1976 |                 |
| 5  | Falter at the Altar                      |                 | 2 marzo 1976     |                 |
| 6  | Dog Day Blind Dates                      |                 | 9 marzo 1976     |                 |
| 7  | Once Upon a Rumor                        |                 | 16 marzo 1976    |                 |
| 8  | One Flew Over Milwaukee                  |                 | 23 marzo 1976    |                 |
| 9  | Dating Slump                             |                 | 30 marzo 1976    |                 |
| 10 | It's the Water                           |                 | 6 aprile 1976    |                 |
| 11 | Fakeout at the Stakeout                  |                 | 13 aprile 1976   |                 |
| 12 | Hi, Neighbor                             |                 | 27 aprile 1976   |                 |
| 13 | How Do You Say "Are You Dead" in German? |                 | 4 maggio 1976    |                 |
| 14 | From Suds to Stardom                     |                 | 11 maggio 1976   |                 |
| 15 | Mother Knows Worst                       |                 | 18 maggio 1976   |                 |